# Conférence nationale de santé
Pour les articles homonymes, voir CNS.
 (décembre 2020).
 (juillet 2020).
Ministère des solidarités et de la santé
La Conférence nationale de santé (CNS) est un organisme consultatif français placé auprès du ministère de la Santé. Elle se veut lieu de concertation concernant les questions de santé et permet aux acteurs du système de santé d'exprimer leurs points de vues sur les politiques afférentes. Son objet est également de relayer les demandes et besoins de la population, des personnels de santé, et de favoriser le dialogue entre tous les acteurs de ce système et les pouvoirs publics.  
Ses missions et sa composition ont été adoptées par la loi du 9 août 2004 relative à la politique de santé publique. Elles ont été modifiées par un décret de 2011, qui intègre le champ du médico-social au sein de l'instance.

## Missions
La Conférence nationale de santé est un des éléments du dispositif défini par la loi pour fixer les orientations de la politique de santé. Aux termes de l’article L. 1411-3 du Code de la santé publique, la CNS est un « organisme consultatif placé auprès du ministre chargé de la Santé » et qui « a pour objet de permettre la concertation sur les problèmes de santé ».
Pour ceci, elle exerce trois missions principales :
1. Elle formule des avis afin d'améliorer le système de santé.
2. Elle élabore un rapport annuel concernant le respect des droits des usagers du système de santé.
3. Elle contribue à l’organisation de débats publics relatifs à toute question de santé

### Mission 1: Avis et propositions dans le but d'optimiser le système de santé
À cela s'ajoutent les rapports annuels sur le respect des droits des usagers ainsi que les rapports d'activité de l'instance, rédigés annuellement et pour chaque mandature. 